# Rebus sic stantibus
Rebus sic stantibus (промењене околности) је могућност да једна уговорна страна тражи промену своје престације (давања, чињења, нечињења) и то услед наступања околности које угрожавају првобитну вољу уговорних страна, а нису се могле предвидети. Све у циљу да би се постигла еквиваленција узајамних давања. Коси се са начелом pacta sunt servanda.